# Dogs Eating Dogs
Dogs Eating Dogs es el segundo EP de la banda estadounidense de pop punk Blink-182, producido por ellos mismos. Esta es la primera grabación autolanzada después de su separación de los sellos Interscope Records y DGC Records en octubre de 2012. La idea de lanzar un EP se le ocurrió a Travis Barker a principios de noviembre de 2012, y ya el 5 de ese mismo mes, el grupo había entrado al estudio para grabar canciones. El mismo recibió en su mayoría buenas reseñas; el crítico de AbsolutePunk dijo que «muestra un futuro prometedor», mientras que una negativa provino del crítico de Consequence of Sound, quien dijo que «Blink-182 con suerte se dará cuenta que ser maduro a menudo significa ser simple». En cuanto al rendimiento comercial, entró en las listas Billboard 200 y Canadian Albums Chart en los puestos veintitrés y veintidós respectivamente. Este es el último material grabado con Tom DeLonge quien en 2015 deja la banda.

## Producción
Después de Neighborhoods, la banda sintió que los métodos que utilizaron para grabar el álbum fueron inadecuados. Tom DeLonge, quien en un principio defendió el método de utilizar estudios separados y correos electrónicos para dirigir la mayor parte de la grabación, admitió que condujo a la pérdida de unidad entre ellos. Travis Barker también comentó respecto a Neighborhoods: «Hay algunas canciones en él que me encantan, pero en su mayor parte está desconectado». Además, Barker todavía se encontraba recuperándose de su accidente aéreo de 2008. Durante la gira 20th Anniversary Tour en Europa, Travis fue el primero en acercarse a DeLonge y Hoppus con la idea de regresar de inmediato al estudio en otoño. Él comentó: «Era como tres días después de Halloween y Tom estaba con el ímpetu: «"¡Deberíamos hacer eso!"». Ellos entraron al estudio el 5 de noviembre de 2012. Los miembros de la banda encontraron flexibilidad para hacer las cosas a su manera, sin intervención de ningún sello discográfico, y con agilidad e inspiración creativa. Mark Hoppus escribió: «...es genial, las ideas caen por todas partes, un montón de largas horas en cinco nuevas canciones...».

## Composición
De acuerdo con Spin, la primera canción del EP, «When I Was Young», retoma la infancia desde una perspectiva adulta. La revista la catalogó como una pista «cínica pero sentimental», también comparó su comienzo con un órgano de tubos, con los trabajos de la banda Arcade Fire. La canción con el mismo nombre que el álbum, «Dogs Eating Dogs», la canta Hoppus, y ha sido comparada con su proyecto paralelo junto a Barker, +44; además, recibió comparaciones con Alkaline Trio. Alternative Press se refirió hacia ella como la canción más «enojada y agresiva» en el EP. «Disaster» empieza con «frecuencias de radio manipuladas y épicos golpes de batería» los cuales recuerdan a la banda de Tom Delonge, Angels & Airwaves. «Boxing Day», en un principio titulada «The Day After Christmas», comenzó como una canción folk acústica, hasta que Barker añadió la batería electrónica, lo que Hoppus describió como un «real tipo de indie, extraño, con buena vibra». La quinta y última pista, «Pretty Little Girl», fue originalmente titulada «I Got My Eye On You», y la escribió DeLonge hacia su esposa. La misma cuenta con la aparición del rapero Yelawolf. También tiene una influencia new wave y los sintetizadores son prominentes en toda la canción.

## Recepción

### Comentarios de la crítica
Dogs Eating Dogs recibió revisiones generalmente positivas por parte de los críticos musicales. En el sitio web Metacritic, consiguió 68 puntos de 100 sobre la base de cinco críticas. Rick Florino de Artist Direct le concedió cinco estrellas sobre cinco y dijo: «Dogs Eating Dogs sobresale como el primer lanzamiento independiente de la banda en 20 años, pero lo más importante es que se siente como el inicio del mejor capítulo de su carrera». El crítico Keagan Ilvonen de AbsolutePunk comentó de manera positiva: «Ellos no tienen miedo de experimentar y fallar, sin dejar de continuar con el legado que han creado. Si bien el EP no es el mejor material de su carrera, muestra un futuro prometedor, el cual parecía muy sombrío tan sólo tres años atrás. Si la banda sigue en este camino, está seguro que no sólo van a complacer a sus seguidores, sino también a sí mismos a medida que envejecen». Scott Heisel de la revista Alternative Press afirmó que: «Si estas son el tipo de canciones que Blink-182 escribe cuándo los tres miembros están en la misma habitación, entonces lo que necesitamos es a alguien que cierre la puerta con un candado en su siguiente ensayo». Él dijo que «con un poco de suerte, la próxima vez ellos deberían sacar una increíble obra maestra». Gregory Heaney de Allmusic le dio tres estrellas de cinco y comentó: «Al igual que en su trabajo previo, el álbum encuentra a la banda explorando un sonido prog-punk más amplio, que parece una reminiscencia al proyecto de Hoppus y Barker, +44». Dan Caffrey de Consequence of Sound lo calificó con una estrella y media de cinco, y comentó que «Blink-182 con suerte se dará cuenta que ser maduro a menudo significa ser simple».

## Lista de canciones
| Dogs Eating Dogs |                                     |          |  |
| N.º              | Título                              | Duración |  |
| 1.               | «When I Was Young»                  | 3:28     |  |
| 2.               | «Dogs Eating Dogs»                  | 3:30     |  |
| 3.               | «Disaster»                          | 3:42     |  |
| 4.               | «Boxing Day»                        | 3:59     |  |
| 5.               | «Pretty Little Girl» (con Yelawolf) | 4:20     |  |
| 18:59            |                                     |          |  |

## Posicionamiento en listas

### Semanales
| Canadá         | Canadian Albums Chart | 21 |
| Estados Unidos | Alternative Albums    | 2  |
| Estados Unidos | Billboard 200         | 23 |
| Estados Unidos | Digital Albums        | 3  |
| Estados Unidos | Independent Albums    | 3  |
| Estados Unidos | Rock Albums           | 5  |
| Irlanda        | Irish Singles Chart   | 55 |

## Créditos y personal
- Travis Barker: batería, percusión, producción.
- Tom DeLonge: voz, guitarra, producción.
- Mark Hoppus: voz, bajo, producción.
- Chris Holmes: coproducción.
- Franco Vescovi: diseño de portada.
- Yelawolf: voz en «Pretty Little Girl».